# I I
I I (korejsky 이이, hanča 李珥), známý též jako Julgok (korejsky 율곡, hanča 栗谷; 26. prosince 1536 – 27. února 1584) byl korejský neokonfuciánský filozof za dynastie Čoson.

## Život
Jeho matka Sin Saimdang byla významnou básnířkou a malířkou. Již ve třech letech prý I skládal básně v klasické čínštině. V mládí asi rok žil v buddhistickém klášteře, a i když nakonec buddhismus odvrhl, získal odvahu nově interpretovat konfuciánské mistry, což není v konzervativním konfuciánství tak běžné. V roce 1564 skončil na prvním místě v závěrečných státních zkouškách, což nastartovalo jeho rychlý úřední vzestup. Stal se guvernérem provincie Hwanghe, ministrem vojenství, ministrem veřejných prací a nakonec ministrem kádrů, ve kteréžto funkci zemřel, ve 49 letech. Byl blízkým poradcem a učitelem krále Sondžo, který vládl v letech 1567–1608.
Své názory shrnul zejména v knize Tongho mundap a Podstata konfucianismu. Jeho známým oponentem ve filozofických otázkách byl o něco starší I Hwang, zvaný též Tchö-kje. Pro Julgoka byly základními filozofickými otázkami politika, hospodářství a správa státu, čemuž I Hwang oponoval. Julgokovi žáci vytvořili školu zvanou Kiho, která si v korejském konfucianismu udržela převahu po dlouhé období. Jeho filozofie je také vnímána jako materialističtější než Hwangova, jehož následovníci vytvořili Jongnamskou školu.
Psal rovněž poezii, zejména meditativní přírodní lyriku. Jeho nejslavnější básní je Zpěv o devíti zálivech jezera Kosan (Kosan kugokka, 1576), opěvující horu Kosan nedaleko Hedžu, kam se filosof v roce 1576 uchýlil do ústraní. České přebásnění této básně z pera Oldřicha Vyhlídala je obsaženo v antologii Věčná slova země zelených hor (Praha: Odeon 1967). Autorovo jméno je zde transkribováno podle severokorejského úzu jako Ri I.

## Moderní odkaz
Je vyobrazen na jihokorejské bankovce v hodnotě 5000 wonů (jeho oponent I Hwang je na tisícovce, jeho matka na bankovce v hodnotě 50 000).
Nositelé 5. kupu (zeleno-modrého pásku) v taekwondo ITF se učí sestavu Julgok, jejíž 38 pohybů odkazuje na učencovo rodiště na 38. rovnoběžce.